# Mick Garris

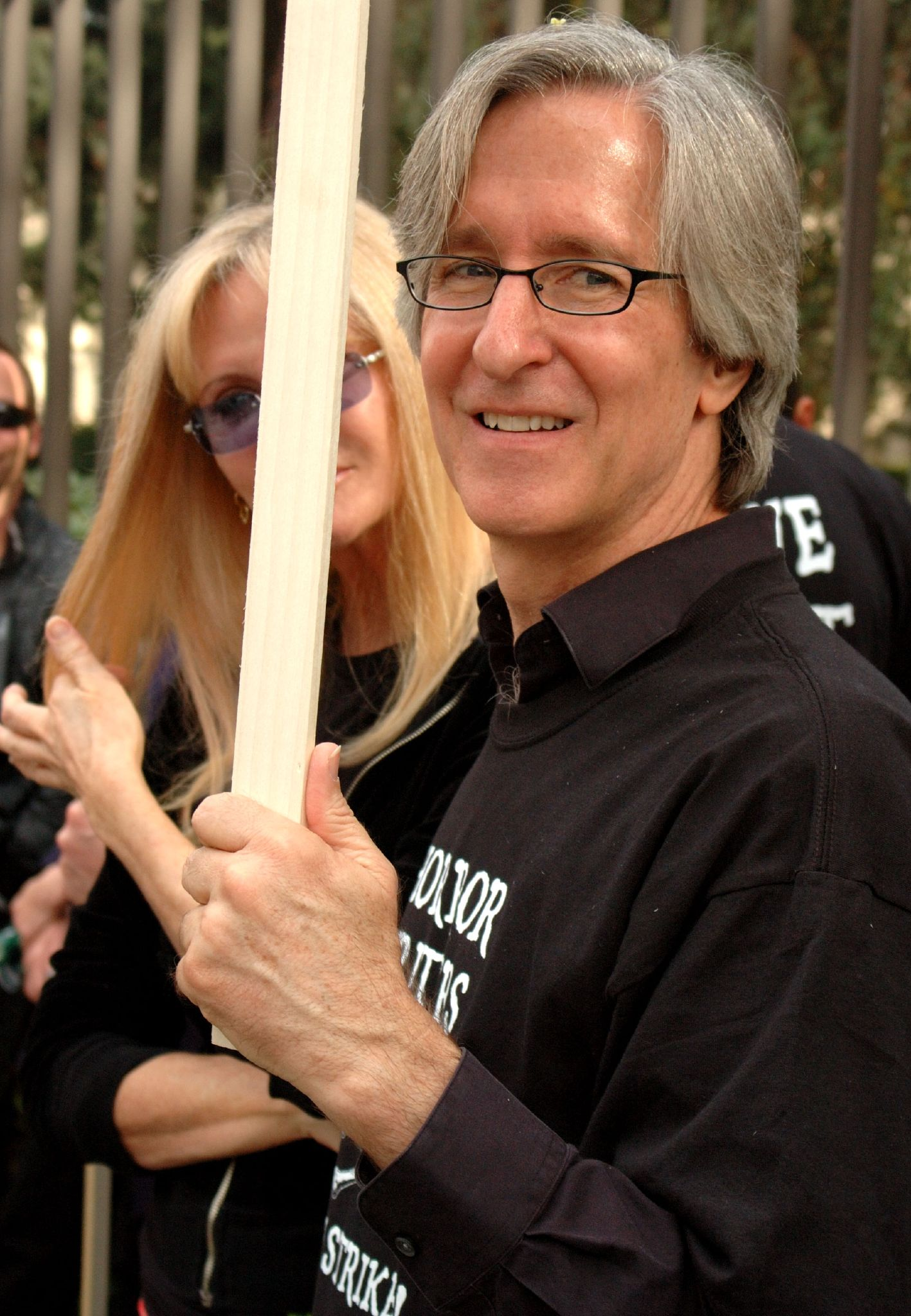
Mick Garris während des Autorenstreiks der WGA, 2007

Mick Garris (* 4. Dezember 1951 in Santa Monica, Kalifornien) ist ein US-amerikanischer Drehbuchautor, Filmproduzent sowie Filmregisseur.

## Leben und Wirken
Mick Garris ist vor allem für die Produktion sowie Inszenierung von Filmen nach den literarischen Vorlagen von Stephen King bekannt. Die Zusammenarbeit begann 1992 mit der Verfilmung von Stephen Kings Schlafwandler.
Einen Namen als Regisseur machte er sich am Beginn seiner Karriere mit der Inszenierung von Making-ofs für Filme wie Das Tier. Für die Fernsehserie Amazing Stories, die von Steven Spielberg produziert wurde, verfasste er einige Drehbücher.
2005 schuf er als Produzent die Fernsehserie Masters of Horror, in der einzelne Episoden von bekannten Horrorfilmregisseuren wie John Carpenter inszeniert werden. Für diese verfasste er auch einige Drehbücher. Seit 2017 betreibt er den Podcast Post Mortem, in dem er Gespräche mit wichtigen Personen, darunter vor allem Regisseure, aus dem Bereich des Horrorfilms führt. Bisher sind mehr als 130 Episoden entstanden. 2021 wurde das Buch Master of Horror: The Official Biography of Mick Garris über ihn veröffentlicht.
Er ist seit 1982 mit der Schauspielerin Cynthia Garris verheiratet. Sein Schwiegervater war der Olympiaathlet und Kriegsgefangene Louis Zamperini.

## Auszeichnungen (Auswahl)
1986 gewann er bei den Edgar Allan Poe Awards eine Auszeichnung für seine Regie bei einer Episode der Fernsehserie Amazing Stories.

## Filmografie (Auswahl)
Als Regisseur
- 1988: Critters 2 – Sie kehren zurück (Critters 2: The Main Course)
- 1990: Psycho IV – The Beginning
- 1992: Stephen Kings Schlafwandler (Sleepwalkers)
- 1994: Stephen Kings The Stand – Das letzte Gefecht (The Stand)
- 1997: The Shining (TV-Miniserie)
- 1997: Quicksilver Highway (Stephen King’s Quicksilver Highway)
- 2004: Riding the Bullet
- 2006: Desperation (Stephen King’s Desperation)
- 2011: Bag of Bones
- 2013: Pretty Little Liars (Fernsehserie, 1 Episode)
- 2014: Ravenswood (Fernsehserie, 2 Episoden)
- 2014: Witches of East End (Fernsehserie, 1 Episode)
- 2016: Shadowhunters (Fernsehserie, 1 Episode)
- 2016: Dead of Summer (Fernsehserie, 2 Episoden)
- 2017–2018: Once Upon a Time – Es war einmal … (Once Upon a Time, Fernsehserie, 2 Episoden)
- 2018: Nightmare Cinema

Als Drehbuchautor
- 1987: Das Wunder in der 8. Straße (*batteries not included)
- 1989: Die Fliege 2 (The Fly II)
- 1993: Hocus Pocus
- 1994: Perfect Love Affair
- 1997: Michael Jackson’s Ghosts (Musikvideo)
- 2004: Riding the Bullet
- 2018: Nightmare Cinema

Als Darsteller
- 1981: The Howling
- 1983: Michael Jackson’s Thriller (Musikvideo)
- 1988: Critters 2: The Main Course (Stimme)
- 1995: The Quick and the Dead
- 1996: The Stupids
- 2005: Gotham Cafe
- 2007: Brutal Massacre: A Comedy
- 2009: Nightmares in Red, White and Blue
- 2010: The Man Who Saw Frankenstein Cry
- 2014: Digging Up the Marrow
- 2015: Tales of Halloween
- 2016: The Rift: Dark Side of the Moon
- 2018–2020: Eli Roth’s History of Horror (Fernsehserie, 9 Episoden)
- 2020: Sky Sharks
- 2021: The Stand – Das letzte Gefecht (The Stand, Cameo)